# Uomini e donne
Uomini e donne è un programma televisivo italiano di genere talk show e dating show, ideato e condotto da Maria De Filippi, in onda su Canale 5 dal 16 settembre 1996.

## Il programma
Il programma televisivo è nato nel settembre del 1996 come versione "adulta" del precedente talk show della De Filippi Amici. Mentre all'interno di quel programma si discuteva, infatti, di problemi e tematiche giovanili in un contesto televisivo che dava spazio alle opinioni dei ragazzi, Uomini e donne è stato ideato inizialmente come un luogo dove le persone adulte potevano confrontarsi e dibattere su determinate tematiche nella tradizionale divisione fra uomini e donne. A partire dal gennaio del 2001 il programma, pur mantenendo lo stesso titolo, ha assunto un format completamente diverso, divenendo un programma per incontri finalizzato a dare la possibilità di instaurare nuove relazioni sentimentali. Nelle stagioni 2016-2017 e 2017-2018 il programma, nella sua versione classica, aveva aperto anche alle persone omosessuali, mentre nella stagione 2021-2022 aveva accolto la prima tronista transgender.

### Versioni
Uomini e donne ha avuto due versioni, molto diverse tra loro.

#### Prima versione
Il programma, di genere talk show, iniziò il 16 settembre 1996 e andava in onda in diretta dal lunedì al venerdì dalle 14:10 alle 15:30. Nasce come versione adulta del precedente talk show di Maria De Filippi, Amici. Se infatti ad Amici venivano affrontati temi e problematiche giovanili, a Uomini e donne si affrontavano invece problemi coniugali e familiari di una coppia (o di una ex-coppia) quali la separazione, il rapporto ed i problemi con i figli, i problemi sul lavoro e la loro ripercussione sulla vita coniugale, le difficoltà nell'intimità e quelle dovute alla routine di tutti i giorni, i tradimenti, l'invadenza dei suoceri, gli alimenti non dati e altri ancora.
Le storie erano commentate dal pubblico in studio inizialmente diviso in una platea di quaranta uomini ed un'altra di quaranta donne (da qui il titolo del programma), alcuni presenze fisse ed altri diversi di puntata in puntata che interagiva e si confrontava con gli ospiti della puntata, con la conduttrice che svolgeva la funzione di moderatrice del dibattito tra il pubblico ed i protagonisti; tali protagonisti erano diversi per ogni puntata (in rari casi alcuni rimanevano anche per più puntate oppure venivano successivamente richiamati per vedere come si erano evolute le varie situazioni).
La formula si rivelò vincente tanto che, nella primavera del 1998, ne venne prodotta anche una versione in onda in prima serata, intitolata Speciale Uomini e donne, in cui nel pubblico, oltre alle persone comuni, erano presenti anche personaggi famosi che commentavano le varie storie. Il programma mantenne questa formula fino all'autunno del 2000, quando, in seguito a un calo di ascolti, la conduttrice e gli autori decisero di cambiare la formula del programma, trasformandolo da talk a dating show, pur mantenendo lo stesso titolo.

#### Seconda versione
Dall'inizio del 2001 il programma cambia format, divenendo un dating show e riprendendo la formula di Agenzia matrimoniale (a sua volta derivata dalla rubrica Fiori d'arancio del programma Portobello): formare una coppia che possa incominciare una relazione sentimentale; da dopo questo cambio di formula le puntate non sono più trasmesse in diretta, ma registrate. Le registrazioni avvengono una volta a settimana ed iniziano tra il 25 ed il 31 agosto e finiscono tra il 25 ed il 31 maggio. La messa in onda delle puntate invece inizia tra il 10 ed il 15 settembre e si conclude tra la fine di maggio e l'inizio di giugno, ad eccezione della stagione 2022-2023 che si è conclusa invece già a metà maggio.
Inizialmente la nuova versione dating convisse con la precedente versione talk: in tali mesi alle puntate di genere talk venne dato come titolo C'è una cartolina per te, nelle quali si affrontavano alcune storie in maniera analoga a C'è posta per te (altro programma della De Filippi, trasmesso in prima serata). Alle puntate di genere dating venne invece dato come titolo Cuore cerca cuore, ma, a partire dall'autunno 2001, la versione talk venne definitivamente accantonata.
Protagonista di questa nuova versione è il tronista, ovvero colui o colei che è in cerca dell'anima gemella. Al tronista di turno, chiamato così perché siede su una sedia avente le sembianze di un trono, vengono presentati i suoi pretendenti, detti corteggiatori o corteggiatrici: il tronista dovrà conoscerli tutti affinché possa sondare il suo possibile partner. Quando si sentirà pronto, il tronista dovrà fare la sua scelta, ossia decidere di iniziare una relazione con il corteggiatore o la corteggiatrice che lo ha colpito maggiormente: sarà poi quest'ultimo a decidere di accettare o meno la proposta di fidanzamento del tronista.
Rimane, anche in questa nuova versione, il pubblico in studio, che mentre nella versione talk commentava i vari problemi familiari degli ospiti della puntata, ora invece è chiamato a esprimere giudizi sui tronisti ed i loro pretendenti e sui comportamenti da questi tenuti (negli ultimi anni l'apporto del pubblico in studio è stato però mano a mano ridotto sempre di più, fino ad annullarsi del tutto nella stagione 2020-2021); in questa nuova formula sono presenti anche gli opinionisti. Il successo di questo nuovo format è stato tale che dal 2009 il termine tronista è entrato a far parte del dizionario Zingarelli della lingua italiana.
Il primo tronista in assoluto è stato Roberto Maltoni, un uomo single di mezza età alla ricerca dell'amore della vita e disposto a regalare alla propria prescelta un importante anello di fidanzamento. Tra le sue corteggiatrici si fece notare Tina Cipollari, che divenne popolare per il suo atteggiamento ed abbigliamento da vamp; quest'ultima venne poi invitata, dopo la scelta da parte di Roberto, a inaugurare una nuova stagione nel ruolo di tronista assieme a Claudia Montanarini, anch'essa corteggiatrice di Roberto e già conosciuta in quanto in passato era stata una dei componenti fissi del pubblico in studio della trasmissione (nonché sorella della showgirl Giulia Montanarini, che nel 2011 è divenuta a sua volta tronista del programma).
A partire dal gennaio 2003 nel programma venne introdotta una nuova formula di trono: ai tronisti (che fino ad allora avevano un tempo illimitato per scegliere il proprio partner) venne data una scadenza (quattro mesi) entro la quale effettuare la propria scelta. In più furono introdotte le esterne, ovvero la possibilità di incontrare alcuni pretendenti al di fuori dal programma per 20-30 minuti, in svariate situazioni e location scelte sia dal tronista sia dai pretendenti per approfondire la conoscenza reciproca, il tutto sotto l'occhio delle telecamere (mentre prima tronisti e pretendenti s'incontravano e interagivano solo in studio durante la registrazione delle puntate). La prima tronista con cui venne inaugurata questa nuova formula è stata Lucia Pavan. Per le stagioni 2002-2003 e 2003-2004 si alternarono sia la vecchia formula dei troni a tempo indeterminato senza esterne sia quella dei troni a scadenza con le esterne; a partire dalla stagione 2004-2005 ci sono stati solo i troni a scadenza con le esterne.
Dal gennaio 2010, al Trono Classico viene affiancata una nuova tipologia, il Trono Over, in cui i partecipanti al programma sono uomini e donne con un'età che va dai quarant'anni in su. Questo trono, anziché un singolo tronista, prevede la presenza di due gruppi di uomini e donne (detti rispettivamente cavalieri e dame) che cercano un nuovo amore e che possono scegliere di conoscere tra i vari partecipanti la persona con cui sentono una maggiore affinità. Questo trono non ha né scadenze temporali né esterne (salvo alcune eccezioni) e i suoi pretendenti possono scambiarsi i contatti telefonici e quindi sentirsi e vedersi anche fuori dagli studi televisivi, senza le telecamere. Il Trono Over è dunque più simile al primo tipo di trono avuto dal programma. Questo trono ha riscosso ben presto molto successo, a scapito dei troni giovanili.
Da settembre 2010 a maggio 2012 viene aggiunto anche un terzo tipo di trono (assieme al Trono Classico ed al Trono Over) chiamato L'amore non ha età, in cui il tronista di turno veniva corteggiato da due gruppi di pretendenti: uno formato da pretendenti ventenni e uno da pretendenti con un'età dai trenta ai cinquant'anni. Da gennaio a maggio 2012 viene aggiunto anche un quarto tipo di trono, dal titolo Ragazzi e Ragazze, con la stessa formula del Trono Over, ovvero nessun tronista singolo ma un gruppo di ragazzi ed un gruppo di ragazze che si corteggiano scegliendo la persona, tra le tante, che li attira di più. Come nella versione Over, anche questo tipo di trono non ha scadenze temporali ed esterne ed i ragazzi possono scambiarsi liberamente i contatti telefonici, sentirsi e vedersi anche fuori dal contesto della trasmissione. Queste due tipologie di trono vengono abbandonate entrambe a maggio 2012, rispettivamente dopo due anni (per L'amore non ha età) e cinque mesi (per Ragazzi e Ragazze) in quanto non particolarmente apprezzati dal pubblico. Da settembre 2012, quindi, i tipi di trono usati dal programma restano solo due: il Trono Classico ed il Trono Over.
Nelle stagioni 2016-2017 e 2017-2018, il Trono Classico, fino a quel momento riservato solo agli eterosessuali, si apre anche agli omosessuali, con i tronisti Claudio Sona ed Alex Migliorini. Nella stagione 2017-2018 viene introdotto uno spazio all'interno del trono Over in cui intervengono persone che ricercavano amici d'infanzia persi di vista, oppure fanno proposte di lavoro e quant'altro.
Nella stagione 2020-2021 il Trono Classico ed il Trono Over vengono uniti, non venendo più registrati e mandati in onda in puntate diverse, e viene realizzata, dopo molti anni, una nuova scenografia per lo studio. Sempre nella stessa stagione viene adottato, a partire dalla puntata del 26 novembre 2020, un nuovo jingle musicale (ovvero il motivo che accompagna l'entrata di tronisti, corteggiatori, dame e cavalieri), in sostituzione del precedente, che era in uso sin dalla stagione 2002-2003, che aveva a sua volta sostituito il primo storico jingle, utilizzato fino alla precedente stagione 2001-2002, che era stato ereditato da Amici. A partire da questa stagione, inoltre, i tronisti possono scriversi con i corteggiatori con il cellulare attraverso una chat supervisionata dalla redazione.
Nella stagione 2021-2022 è stata accolta la prima tronista transgender: Andrea Nicole Conte.
Nella stagione 2023-2024 si avvia una nuova tipologia di Trono Classico, in cui il tronista è un personaggio storico del Trono Over (riportando così il Trono Classico anche alle sue origini): la prima tronista over è stata Ida Platano, dama del Trono Over sin dalla stagione 2017-2018.
Nella stagione 2024-2025 compare una nuova tipologia di Trono Classico, in cui la tronista protagonista è l'opinionista (ed ex corteggiatrice e tronista rispettivamente nelle stagioni 2000-2001 e 2001-2002) del programma: si tratta di Tina Cipollari. Per tale occasione, vi è un trono con un design diverso rispetto a quello degli altri tronisti. Sempre in questa stagione, si conta il maggior numero di espulsioni di tronisti, per un totale di 3.

## Edizioni
| Edizione | Anno      | Conduzione       | Periodo           | Periodo        | Puntate    | Speciali   | Speciali     | Tronisti | Opinionisti   | Opinionisti     | Opinionisti         | Opinionisti           | Opinionisti           | Studio                                  | Studio                                  |
| Edizione | Anno      | Conduzione       | Inizio            | Fine           | Puntate    | Speciali   | Speciali     | Tronisti | Opinionisti   | Opinionisti     | Opinionisti         | Opinionisti           | Opinionisti           | Studio                                  | Studio                                  |
| Edizione | Anno      | Conduzione       | Inizio            | Fine           | Quotidiane | Quotidiane | Prima serata | Tronisti | Opinionisti   | Opinionisti     | Opinionisti         | Opinionisti           | Opinionisti           | Studio                                  | Studio                                  |
| -------- | --------- | ---------------- | ----------------- | -------------- | ---------- | ---------- | ------------ | -------- | ------------- | --------------- | ------------------- | --------------------- | --------------------- | --------------------------------------- | --------------------------------------- |
| 1ª       | 1996-1997 | Maria De Filippi | 16 settembre 1996 | 27 giugno 1997 | 195        | –          | –            | –        | –             | –               | –                   | –                     | –                     | Studio 1 del Centro Safa Palatino, Roma | Studio 1 del Centro Safa Palatino, Roma |
| 2ª       | 1997-1998 | Maria De Filippi | 15 settembre 1997 | 26 giugno 1998 | 195        | –          | –            | –        | –             | –               | –                   | –                     | –                     | Cinecittà, Roma                         | Cinecittà, Roma                         |
| 3ª       | 1998-1999 | Maria De Filippi | 14 settembre 1998 | 25 giugno 1999 | 190        | –          | –            | –        | –             | –               | –                   | –                     | –                     | Cinecittà, Roma                         | Cinecittà, Roma                         |
| 4ª       | 1999-2000 | Maria De Filippi | 13 settembre 1999 | 30 giugno 2000 | 195        | –          | –            | –        | –             | –               | –                   | –                     | –                     | Cinecittà, Roma                         | Cinecittà, Roma                         |
| 5ª       | 2000-2001 | Maria De Filippi | 11 settembre 2000 | 29 giugno 2001 | 200        | –          | –            | 1        | –             | –               | –                   | –                     | –                     | Cinecittà, Roma                         | Cinecittà, Roma                         |
| 6ª       | 2001-2002 | Maria De Filippi | 17 settembre 2001 | 14 giugno 2002 | 190        | –          | –            | 9        | –             | Tina Cipollari  | Tina Cipollari      | Tina Cipollari        | Tina Cipollari        | Cinecittà, Roma                         | Cinecittà, Roma                         |
| 7ª       | 2002-2003 | Maria De Filippi | 16 settembre 2002 | 20 giugno 2003 | 185        | –          | –            | 3        | –             | Tina Cipollari  | Tina Cipollari      | Tina Cipollari        | Tina Cipollari        | Cinecittà, Roma                         | Cinecittà, Roma                         |
| 8ª       | 2003-2004 | Maria De Filippi | 15 settembre 2003 | 18 giugno 2004 | 180        | –          | –            | 9        | Gianni Sperti | Tina Cipollari  | Tina Cipollari      | Tina Cipollari        | Tina Cipollari        | Cinecittà, Roma                         | Cinecittà, Roma                         |
| 9ª       | 2004-2005 | Maria De Filippi | 13 settembre 2004 | 10 giugno 2005 | 190        | –          | –            | 8        | Gianni Sperti | –               | –                   | –                     | –                     | Cinecittà, Roma                         | Cinecittà, Roma                         |
| 10ª      | 2005-2006 | Maria De Filippi | 12 settembre 2005 | 9 giugno 2006  | 185        | –          | –            | 8        | Gianni Sperti | Karina Cascella | Karina Cascella     | –                     | –                     | Cinecittà, Roma                         | Cinecittà, Roma                         |
| 11ª      | 2006-2007 | Maria De Filippi | 18 settembre 2006 | 1º giugno 2007 | 180        | –          | –            | 11       | Gianni Sperti | Karina Cascella | Karina Cascella     | –                     | –                     | Cinecittà, Roma                         | Cinecittà, Roma                         |
| 12ª      | 2007-2008 | Maria De Filippi | 17 settembre 2007 | 30 maggio 2008 | 180        | –          | –            | 10       | Gianni Sperti | Karina Cascella | Karina Cascella     | Costantino Vitagliano | Costantino Vitagliano | Cinecittà, Roma                         | Cinecittà, Roma                         |
| 13ª      | 2008-2009 | Maria De Filippi | 22 settembre 2008 | 29 maggio 2009 | 175        | –          | –            | 8        | Gianni Sperti | Tina Cipollari  | Jack Vanore         | Erminia Castriota     | Erminia Castriota     | Cinecittà, Roma                         | Cinecittà, Roma                         |
| 14ª      | 2009-2010 | Maria De Filippi | 21 settembre 2009 | 28 maggio 2010 | 175        | –          | –            | 9        | Gianni Sperti | Tina Cipollari  | Angelo Lella        | Angelo Lella          | Angelo Lella          | Cinecittà, Roma                         | Cinecittà, Roma                         |
| 15ª      | 2010-2011 | Maria De Filippi | 21 settembre 2010 | 27 maggio 2011 | 175        | –          | –            | 8        | Gianni Sperti | Tina Cipollari  | Claudia Montanarini | Claudia Montanarini   | Velia e Rosetta       | Cinecittà, Roma                         | Studio 6 del Centro Titanus Elios, Roma |
| 16ª      | 2011-2012 | Maria De Filippi | 19 settembre 2011 | 18 maggio 2012 | 175        | –          | –            | 5        | Gianni Sperti | Tina Cipollari  | –                   | –                     | Velia e Rosetta       | Studio 6 del Centro Titanus Elios, Roma | Studio 6 del Centro Titanus Elios, Roma |
| 17ª      | 2012-2013 | Maria De Filippi | 17 settembre 2012 | 24 maggio 2013 | 175        | –          | –            | 4        | Gianni Sperti | Tina Cipollari  | Tinì Cansino        | Karina Cascella       | Velia e Rosetta       | Studio 6 del Centro Titanus Elios, Roma | Studio 6 del Centro Titanus Elios, Roma |
| 18ª      | 2013-2014 | Maria De Filippi | 16 settembre 2013 | 30 maggio 2014 | 163        | 53         | –            | 5        | Gianni Sperti | Tina Cipollari  | Tinì Cansino        | Jack Vanore           | Velia e Rosetta       | Studio 6 del Centro Titanus Elios, Roma | Studio 6 del Centro Titanus Elios, Roma |
| 19ª      | 2014-2015 | Maria De Filippi | 15 settembre 2014 | 29 maggio 2015 | 157        | –          | –            | 6        | Gianni Sperti | Tina Cipollari  | Tinì Cansino        | Jack Vanore           | –                     | Studio 6 del Centro Titanus Elios, Roma | Studio 6 del Centro Titanus Elios, Roma |
| 20ª      | 2015-2016 | Maria De Filippi | 14 settembre 2015 | 31 maggio 2016 | 166        | –          | 1            | 8        | Gianni Sperti | Tina Cipollari  | Tinì Cansino        | Jack Vanore           | –                     | Studio 6 del Centro Titanus Elios, Roma | Studio 6 del Centro Titanus Elios, Roma |
| 21ª      | 2016-2017 | Maria De Filippi | 12 settembre 2016 | 31 maggio 2017 | 165        | –          | 1            | 10       | Gianni Sperti | Tina Cipollari  | Tinì Cansino        | Jack Vanore           | –                     | Studio 6 del Centro Titanus Elios, Roma | Studio 6 del Centro Titanus Elios, Roma |
| 22ª      | 2017-2018 | Maria De Filippi | 18 settembre 2017 | 1º giugno 2018 | 167        | –          | –            | 8        | Gianni Sperti | Tina Cipollari  | Tinì Cansino        | Jack Vanore           | Mario Serpa           | Studio 6 del Centro Titanus Elios, Roma | Studio 6 del Centro Titanus Elios, Roma |
| 23ª      | 2018-2019 | Maria De Filippi | 10 settembre 2018 | 31 maggio 2019 | 180        | –          | 3            | 9        | Gianni Sperti | Tina Cipollari  | Tinì Cansino        | Jack Vanore           | Mario Serpa           | Studio 6 del Centro Titanus Elios, Roma | Studio 6 del Centro Titanus Elios, Roma |
| 24ª      | 2019-2020 | Maria De Filippi | 16 settembre 2019 | 9 giugno 2020  | 153        | –          | –            | 9        | Gianni Sperti | Tina Cipollari  | Tinì Cansino        | Jack Vanore           | Lorenzo Riccardi      | Studio 6 del Centro Titanus Elios, Roma | Studio 6 del Centro Titanus Elios, Roma |
| 25ª      | 2020-2021 | Maria De Filippi | 7 settembre 2020  | 28 maggio 2021 | 175        | –          | –            | 7        | Gianni Sperti | Tina Cipollari  | Tinì Cansino        | –                     | –                     | Studio 6 del Centro Titanus Elios, Roma | Studio 6 del Centro Titanus Elios, Roma |
| 26ª      | 2021-2022 | Maria De Filippi | 13 settembre 2021 | 1º giugno 2022 | 170        | –          | –            | 7        | Gianni Sperti | Tina Cipollari  | Tinì Cansino        | Teresanna Pugliese    | Teresanna Pugliese    | Studio 6 del Centro Titanus Elios, Roma | Studio 6 del Centro Titanus Elios, Roma |
| 27ª      | 2022-2023 | Maria De Filippi | 20 settembre 2022 | 12 maggio 2023 | 141        | 10         | –            | 6        | Gianni Sperti | Tina Cipollari  | Tinì Cansino        | –                     | –                     | Studio 6 del Centro Titanus Elios, Roma | Studio 6 del Centro Titanus Elios, Roma |
| 28ª      | 2023-2024 | Maria De Filippi | 11 settembre 2023 | 24 maggio 2024 | 168        | –          | –            | 5        | Gianni Sperti | Tina Cipollari  | Tinì Cansino        | –                     | –                     | Studio 6 del Centro Titanus Elios, Roma | Studio 6 del Centro Titanus Elios, Roma |
| 29ª      | 2024-2025 | Maria De Filippi | 23 settembre 2024 | 28 maggio 2025 | 162        | 2          | 1            | 6        | Gianni Sperti | Tina Cipollari  | Tinì Cansino        | –                     | –                     | Studio 6 del Centro Titanus Elios, Roma | Studio 6 del Centro Titanus Elios, Roma |

## Audience
| Edizione | Rete televisiva | Anno      | Stagione          | Orario      | Durata | Programmazione | Programmazione | Programmazione | Programmazione | Programmazione | Programmazione | Programmazione | Collocazione | Media auditel  | Media auditel | Première       | Première | Finale         | Finale |
| Edizione | Rete televisiva | Anno      | Stagione          | Orario      | Durata | L              | M              | M              | G              | V              | S              | D              | Collocazione | Telespettatori | Share         | Telespettatori | Share    | Telespettatori | Share  |
| -------- | --------------- | --------- | ----------------- | ----------- | ------ | -------------- | -------------- | -------------- | -------------- | -------------- | -------------- | -------------- | ------------ | -------------- | ------------- | -------------- | -------- | -------------- | ------ |
| 1ª       | Canale 5        | 1996-1997 | estate-estate     | 14:10-15:30 | 80 min |                |                |                |                |                |                |                | Day-time     | –              | –             | –              | –        | –              | –      |
| 2ª       | Canale 5        | 1997-1998 | estate-estate     | 14:10-15:30 | 80 min |                |                |                |                |                |                |                | Day-time     | –              | –             | –              | –        | –              | –      |
| 3ª       | Canale 5        | 1998-1999 | estate-estate     | 14:10-15:30 | 80 min |                |                |                |                |                |                |                | Day-time     | –              | –             | –              | –        | –              | –      |
| 4ª       | Canale 5        | 1999-2000 | estate-estate     | 14:10-15:30 | 80 min |                |                |                |                |                |                |                | Day-time     | –              | –             | –              | –        | –              | –      |
| 5ª       | Canale 5        | 2000-2001 | estate-estate     | 14:10-15:30 | 80 min |                |                |                |                |                |                |                | Day-time     | –              | –             | –              | –        | –              | –      |
| 6ª       | Canale 5        | 2001-2002 | estate-primavera  | 14:10-15:30 | 80 min |                |                |                |                |                |                |                | Day-time     | –              | –             | –              | –        | –              | –      |
| 7ª       | Canale 5        | 2002-2003 | estate-primavera  | 14:10-15:30 | 80 min |                |                |                |                |                |                |                | Day-time     | –              | –             | –              | –        | –              | –      |
| 8ª       | Canale 5        | 2003-2004 | estate-primavera  | 14:10-15:30 | 80 min |                |                |                |                |                |                |                | Day-time     | –              | –             | –              | –        | –              | –      |
| 9ª       | Canale 5        | 2004-2005 | estate-primavera  | 14:10-15:30 | 80 min |                |                |                |                |                |                |                | Day-time     | –              | –             | –              | –        | –              | –      |
| 10ª      | Canale 5        | 2005-2006 | estate-primavera  | 14:10-15:30 | 80 min |                |                |                |                |                |                |                | Day-time     | –              | –             | –              | –        | –              | –      |
| 11ª      | Canale 5        | 2006-2007 | estate-primavera  | 14:45-16:10 | 85 min |                |                |                |                |                |                |                | Day-time     | –              | –             | –              | –        | –              | –      |
| 12ª      | Canale 5        | 2007-2008 | estate-primavera  | 14:45-16:10 | 85 min |                |                |                |                |                |                |                | Day-time     | –              | –             | –              | –        | –              | –      |
| 13ª      | Canale 5        | 2008-2009 | autunno-primavera | 14:45-16:10 | 85 min |                |                |                |                |                |                |                | Day-time     | –              | –             | –              | –        | –              | –      |
| 14ª      | Canale 5        | 2009-2010 | autunno-primavera | 14:45-16:10 | 85 min |                |                |                |                |                |                |                | Day-time     | –              | –             | –              | –        | –              | –      |
| 15ª      | Canale 5        | 2010-2011 | autunno-primavera | 14:45-16:10 | 85 min | 2 622 000      | 21,70%         | 2 716 000      | 24,40%         | 3 096 000      | 23,72%         |                | Day-time     |                |               |                |          |                |        |
| 16ª      | Canale 5        | 2011-2012 | estate-primavera  | 14:45-16:10 | 85 min | 2 756 000      | 21,51%         | 2 618 000      | 21,92%         | 2 655 000      | 20,71%         |                | Day-time     |                |               |                |          |                |        |
| 17ª      | Canale 5        | 2012-2013 | estate-primavera  | 14:45-16:10 | 85 min | 2 839 000      | 21,09%         | 2 423 000      | 20,06%         | 2 899 000      | 20,77%         |                | Day-time     |                |               |                |          |                |        |
| 18ª      | Canale 5        | 2013-2014 | estate-primavera  | 14:45-16:10 | 85 min | 2 904 000      | 21,80%         | 2 613 000      | 20,43%         | 3 215 000      | 22,48%         |                | Day-time     |                |               |                |          |                |        |
| 19ª      | Canale 5        | 2014-2015 | estate-primavera  | 14:45-16:10 | 85 min | 2 780 000      | 20,85%         | 2 624 000      | 21,02%         | 3 227 000      | 24,03%         |                | Day-time     |                |               |                |          |                |        |
| 20ª      | Canale 5        | 2015-2016 | estate-primavera  | 14:45-16:10 | 85 min | 2 821 000      | 21,69%         | 2 610 000      | 21,35%         | 3 526 000      | 26,81%         |                | Day-time     |                |               |                |          |                |        |
| 21ª      | Canale 5        | 2016-2017 | estate-primavera  | 14:45-16:10 | 85 min | 2 937 000      | 22,76%         | 2 892 000      | 22,68%         | 2 361 000      | 19,30%         |                | Day-time     |                |               |                |          |                |        |
| 22ª      | Canale 5        | 2017-2018 | estate-primavera  | 14:45-16:10 | 85 min | 2 906 000      | 21,98%         | 3 025 000      | 23,10%         | 2 811 000      | 23,11%         |                | Day-time     |                |               |                |          |                |        |
| 23ª      | Canale 5        | 2018-2019 | estate-primavera  | 14:45-16:10 | 85 min | 2 801 000      | 22,04%         | 2 670 000      | 22,15%         | 2 938 000      | 22,50%         |                | Day-time     |                |               |                |          |                |        |
| 24ª      | Canale 5        | 2019-2020 | estate-primavera  | 14:45-16:10 | 85 min | 2 833 000      | 21,76%         | 2 557 000      | 21,73%         | 3 415 000      | 19,10%         |                | Day-time     |                |               |                |          |                |        |
| 24ª      | Canale 5        | 2019-2020 | estate-primavera  | 14:45-16:10 | 85 min | 2 085 000      | 12,49%         | 3 088 000      | 16,50%         | 1 669 000      | 9,30%          |                | Day-time     |                |               |                |          |                |        |
| 24ª      | Canale 5        | 2019-2020 | estate-primavera  | 14:45-16:10 | 85 min | 2 948 000      | 20,84%         | 2 945 000      | 20,30%         | 2 690 000      | 20,00%         |                | Day-time     |                |               |                |          |                |        |
| 25ª      | Canale 5        | 2020-2021 | estate-primavera  | 14:45-16:10 | 85 min | 2 912 000      | 22,21%         | 2 790 000      | 22,66%         | 2 708 000      | 22,30%         |                | Day-time     |                |               |                |          |                |        |
| 26ª      | Canale 5        | 2021-2022 | estate-primavera  | 14:45-16:10 | 85 min | 2 700 000      | 23,50%         | 2 715 000      | 24,08%         | 2 830 000      | 28,90%         |                | Day-time     |                |               |                |          |                |        |
| 27ª      | Canale 5        | 2022-2023 | autunno-primavera | 14:45-16:10 | 85 min | 2 700 000      | 26,30%         | 2 755 000      | 28,20%         | 2 818 000      | 26,00%         |                | Day-time     |                |               |                |          |                |        |
| 28ª      | Canale 5        | 2023-2024 | estate-primavera  | 14:45-16:10 | 85 min | 2 650 000      | 25,90%         | 2 471 000      | 25,89%         | 2 496 000      | 24,60%         |                | Day-time     |                |               |                |          |                |        |
| 29ª      | Canale 5        | 2024-2025 | autunno-primavera | 14:45-16:10 | 85 min | 2 395 000      | 23,80%         | 2 314 000      | 23,38%         | 2 282 000      | 23,30%         |                | Day-time     |                |               |                |          |                |        |
| 30ª      | Canale 5        | 2025-2026 | autunno-primavera | 14:45-16:10 | 85 min |                |                |                |                |                |                |                | Day-time     |                |               |                |          |                |        |

## Puntate speciali
| Edizione | Anno | Titolo                                                                        | Titolo                     | Conduzione        | Conduzione       | Conduzione         | Conduzione       | Conduzione       | Periodo          | Periodo         | Puntate | Studio                                             | Studio                                                         | Ascolti             | Ascolti             |
| Edizione | Anno | Titolo                                                                        | Titolo                     | Conduzione        | Conduzione       | Conduzione         | Conduzione       | Conduzione       | Inizio           | Fine            | Puntate | Studio                                             | Studio                                                         | Telespettatori      | Share               |
| -------- | ---- | ----------------------------------------------------------------------------- | -------------------------- | ----------------- | ---------------- | ------------------ | ---------------- | ---------------- | ---------------- | --------------- | ------- | -------------------------------------------------- | -------------------------------------------------------------- | ------------------- | ------------------- |
| 18ª      | 2014 | Uomini e donne e poi...                                                       | [ N 17 ]                   | Raffella Mennoia  | Raffella Mennoia | Raffella Mennoia   | Raffella Mennoia | Raffella Mennoia | 3 giugno 2014    | 14 agosto 2014  | 53      | Studio 6 del Centro Titanus Elios, Roma            | Studio 6 del Centro Titanus Elios, Roma                        | Dati non rilevabili | Dati non rilevabili |
| 20ª      | 2016 | Speciale Uomini e donne - Gemma, Giorgio e la lettera che non gli ha mai dato | [ N 18 ]                   | Non presente      | Non presente     | Non presente       | Non presente     | Non presente     | 3 giugno 2016    | 3 giugno 2016   | 1       | Studio 6 del Centro Titanus Elios, Roma            | Studio 6 del Centro Titanus Elios, Roma                        | 3 693 000           | 17,71%              |
| 21ª      | 2017 | Speciale Uomini e donne - Le Olimpiadi della TV                               | [ N 19 ] [ N 20 ] [ N 21 ] | Alfonso Signorini | Rudy Zerbi       | Stefano De Martino | Irene Cioni      | Ludovica Frasca  | 18 marzo 2017    | 18 marzo 2017   | 1       | Studi 1, 4, 5, 6, 8 del Centro Titanus Elios, Roma | Studio 14 del Centro di produzione Mediaset di Cologno Monzese | 3 087 000           | 16,83%              |
| 23ª      | 2019 | Speciale Uomini e donne - La scelta                                           | [ N 22 ] [ 10 ] [ N 23 ]   | Non presente      | Non presente     | Non presente       | Non presente     | Non presente     | 15 febbraio 2019 | 1º marzo 2019   | 3       | Castello di Torcrescenza, Roma                     | Castello di Torcrescenza, Roma                                 | 3 272 000           | 16,88%              |
| 27ª      | 2023 | Uomini e donne Story                                                          | [ N 24 ]                   | Maria De Filippi  | Maria De Filippi | Maria De Filippi   | Maria De Filippi | Maria De Filippi | 15 maggio 2023   | 26 maggio 2023  | 10      | Studio 6 del Centro Titanus Elios, Roma            | Studio 6 del Centro Titanus Elios, Roma                        | 1 863 000           | 18,49%              |
| 29ª      | 2024 | Speciale Temptation Island                                                    | [ N 25 ]                   | Maria De Filippi  | Maria De Filippi | Maria De Filippi   | Maria De Filippi | Maria De Filippi | 23 ottobre 2024  | 24 ottobre 2024 | 2       | Studio 6 del Centro Titanus Elios, Roma            | Studio 6 del Centro Titanus Elios, Roma                        | 2 462 000           | 22,46%              |
| 29ª      | 2025 | Uomini e donne - La scelta                                                    | [ N 26 ]                   | Maria De Filippi  | Maria De Filippi | Maria De Filippi   | Maria De Filippi | Maria De Filippi | 30 maggio 2025   | 30 maggio 2025  | 1       | Studio 6 del Centro Titanus Elios, Roma            | Studio 6 del Centro Titanus Elios, Roma                        | 2 969 000           | 17,20%              |

### Ascolti
Speciale Uomini e donne - La scelta
| Puntata | Tronista                          | Messa in onda    | Ascolti        | Ascolti |
| Puntata | Tronista                          | Messa in onda    | Telespettatori | Share   |
| ------- | --------------------------------- | ---------------- | -------------- | ------- |
| 1       | Teresa Langella                   | 15 febbraio 2019 | 3 402 000      | 16,72%  |
| 2       | Lorenzo Riccardi                  | 22 febbraio 2019 | 3 451 000      | 17,82%  |
| 3       | Luigi Mastroianni e Ivàn González | 1º marzo 2019    | 2 963 000      | 16,10%  |
| Media   | Media                             | Media            | 3 272 000      | 16,88%  |

Uomini e donne Story
| Puntata | Messa in onda  | Ascolti        | Ascolti |
| Puntata | Messa in onda  | Telespettatori | Share   |
| ------- | -------------- | -------------- | ------- |
| 1       | 15 maggio 2023 | 2 043 000      | 20,30%  |
| 2       | 16 maggio 2023 | 2 000 000      | 18,40%  |
| 3       | 17 maggio 2023 | 1 887 000      | 17,30%  |
| 4       | 18 maggio 2023 | 2 016 000      | 20,00%  |
| 5       | 19 maggio 2023 | 1 852 000      | 17,40%  |
| 6       | 22 maggio 2023 | 1 787 000      | 19,20%  |
| 7       | 23 maggio 2023 | 1 741 000      | 17,90%  |
| 8       | 24 maggio 2023 | 1 809 000      | 19,10%  |
| 9       | 25 maggio 2023 | 1 796 000      | 18,40%  |
| 10      | 26 maggio 2023 | 1 696 000      | 16,90%  |
| Media   | Media          | 1 863 000      | 18,49%  |

Speciale Temptation Island
| Puntata | Messa in onda   | Ascolti        | Ascolti |
| Puntata | Messa in onda   | Telespettatori | Share   |
| ------- | --------------- | -------------- | ------- |
| 1       | 23 ottobre 2024 | 2 588 000      | 24,61%  |
| 2       | 24 ottobre 2024 | 2 336 000      | 20,32%  |
| Media   | Media           | 2 462 000      | 22,46%  |

## Controversie
Dal 2001, quando Uomini e donne ha assunto il suo attuale format, numerosissime critiche si sono abbattute su di esso (anche se critiche negative furono fatte al programma già quand'era un talk-show). È stato infatti additato come un esempio palese di Televisione spazzatura, le critiche sono state rivolte ai toni polemici e spesso rissosi, con accenni di turpiloquio, frequenti in molte puntate; particolarmente diseducativi sono stati giudicati i modelli di gioventù esibiti in trasmissione. In più occasioni anche il Moige si è scagliato contro la trasmissione di Maria De Filippi. Inoltre il programma è stato accusato molto spesso di essere interamente studiato a tavolino, i protagonisti quindi sarebbero attori che recitano una parte al solo fine di incrementare audience e consequenzialmente gli introiti pubblicitari dell'azienda. La teoria sarebbe supportata dalle continue fughe di notizie e anticipazioni che popolano il web. Tuttavia questa teoria è stata a più riprese smentita dall'azienda e dagli stessi partecipanti, portando come prova il fatto che molte relazioni sentimentali che sono nate grazie al programma sono spesso sfociate in matrimoni e/o convivenze, con tanto di figli.

## Parodie
Dal 2007 al 2010, nel popolare varietà comico Zelig, veniva inscenata una parodia del programma, nel quale le comiche Katia & Valeria (Katia Follesa e Valeria Graci), nei panni di due corteggiatrici sui generis (Katiana e Valeriana), corteggiavano il tronista Claudiano, interpretato da Claudio Bisio. La gag comica solitamente prendeva in giro le polemiche scatenate da inezie tipiche del programma, e gli atteggiamenti presuntuosi e rissosi dei suoi protagonisti. Nel corso della gag venne lanciato il tormentone "Brava, brava, brava!”, con cui Katiana sottolineava sarcasticamente gli interventi di Valeriana.
Altra parodia era inscenata nella trasmissione Made in Sud: qui la gag prendeva di mira la versione Over. Gli interpreti della parodia erano Fatima Trotta e Nello Iorio nel ruolo di due anziane dame e Francesco Albanese e Salvatore Misticone, nei panni di due attempati cavalieri.

## Esportazione del format
Nel 2008, il format della trasmissione viene esportato in Spagna, col nome Mujeres y Hombres y Viceversa e trasmesso dalla principale TV iberica di Mediaset, Telecinco; dal 2018 il programma trasloca sulla rete minore Cuatro in seguito ad un calo d'ascolti e nel 2021 viene cancellato dal palinsesto. Nel 2021, la rete albanese Top Channel manda in onda Për’puthen, versione albanese del programma che va in onda tutt'oggi.